# Centrum Badań Żydowskich im. Filipa Friedmana Uniwersytetu Łódzkiego
Centrum Badań Żydowskich im. Filipa Friedmana Uniwersytetu Łódzkiego – jednostka badawcza Wydziału Filozoficzno-Historycznego Uniwersytetu Łódzkiego, której zadaniem jest prowadzenie badań z zakresu historii Żydów w Polsce.
Centrum prowadzi badania dotyczące historii Żydów w Polsce Środkowej w XIX i XX wieku. Zostało powołane 1 lipca 2005 roku. Od października 2023 roku patronem centrum jest Filip Friedman.
Siedziba centrum znajduje się w przy ulicy Skłodowskiej-Curie 11 w Łodzi.